# 慈恩塔

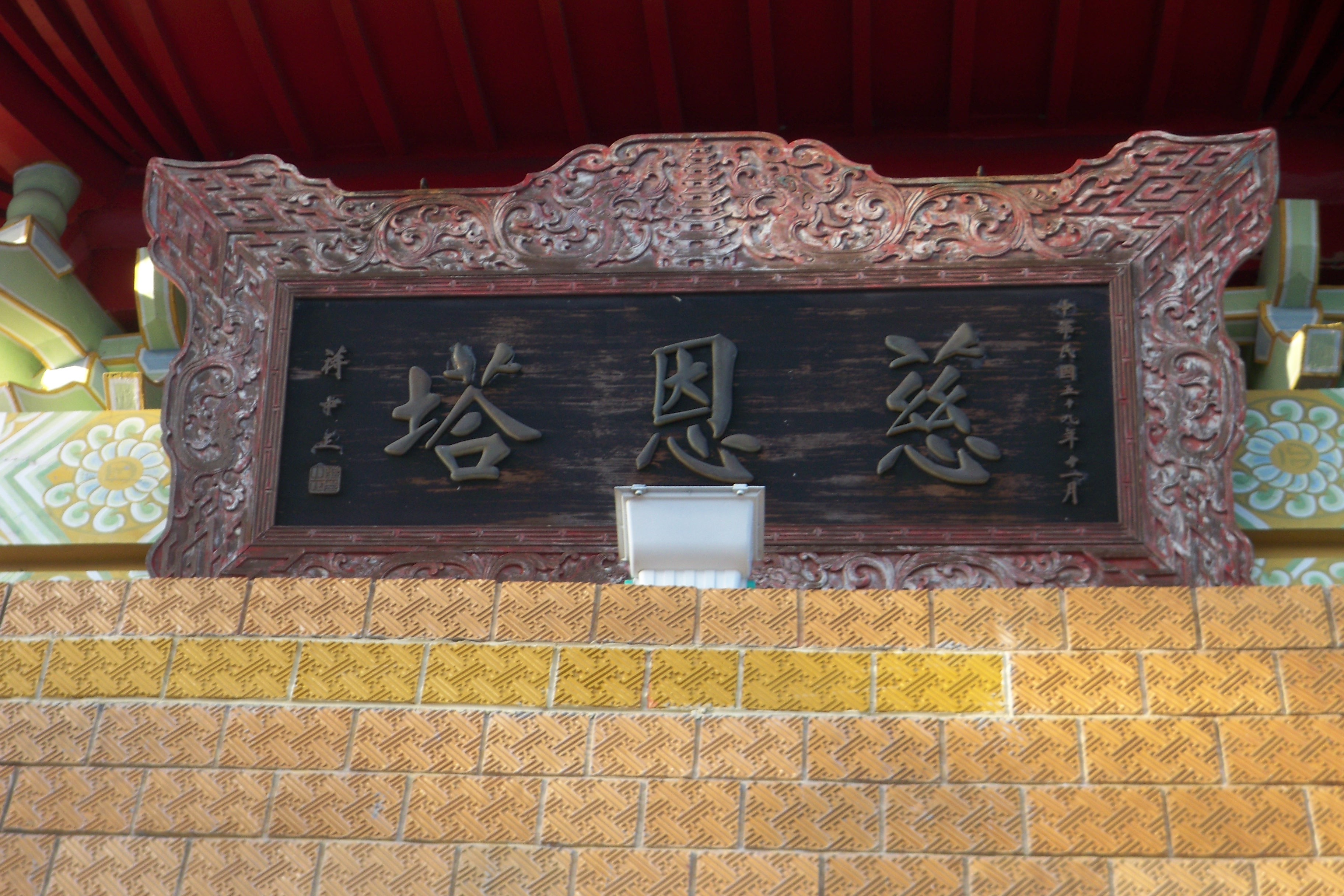
慈恩塔匾額

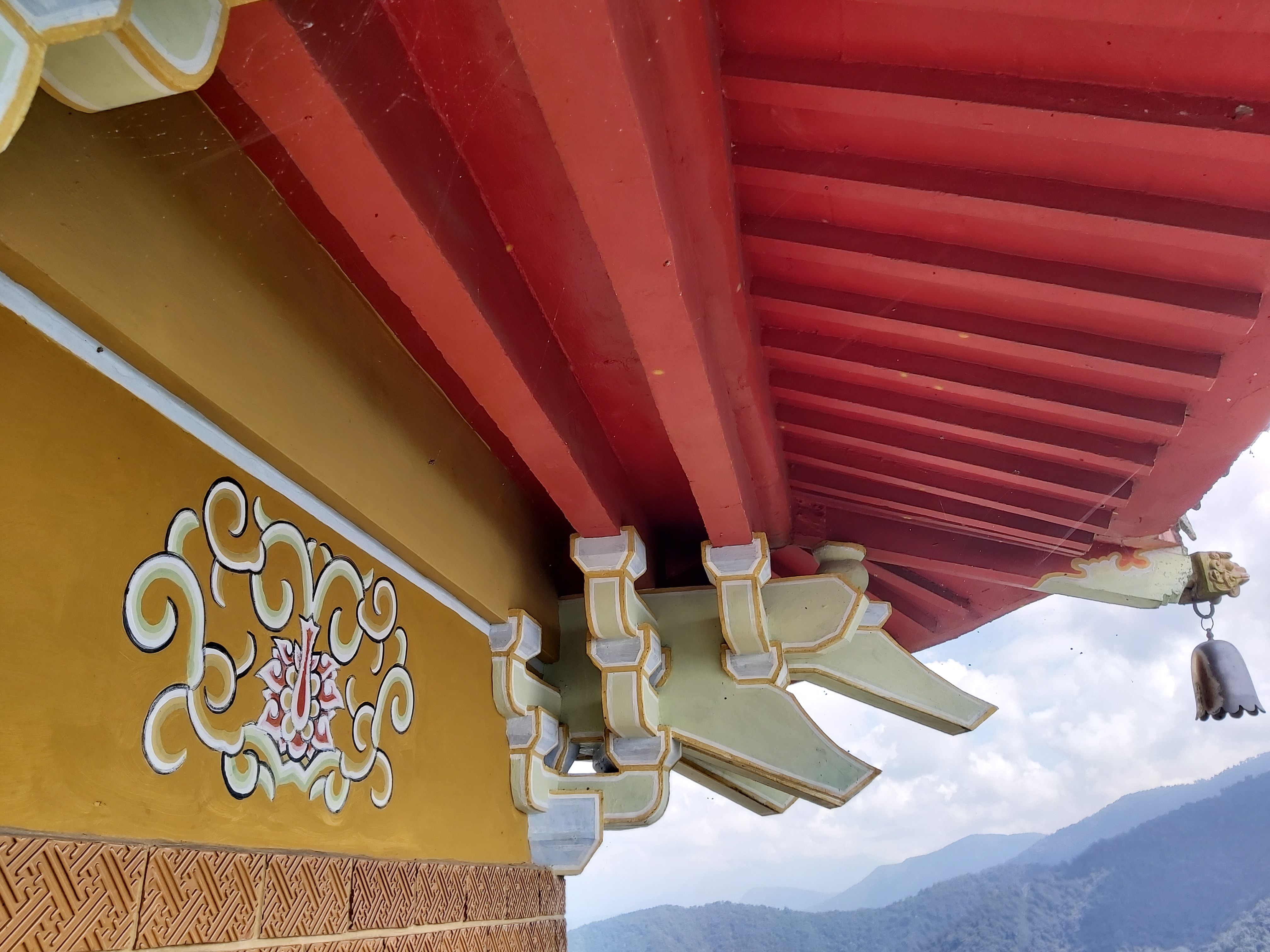
慈恩塔屋簷

慈恩塔是台灣南投縣日月潭地標之一，竣工於民國60年（西元1971年）元月，為中華民國前總統蔣中正為感念其母親蔣母王太夫人所興建。

## 地理位置
慈恩塔位於台21甲縣道，海拔954公尺的沙巴蘭山（又名二龍山）上，入口離玄奘寺約300公尺，從停車場到步道終點約570公尺，塔高46公尺，塔頂1000公尺。

## 特色介紹
- 大門處有蔣中正親題「慈恩塔」匾額。
- 塔頂觀望全潭，可發現涵碧半島上的一座涼亭，和拉魯島、玄光寺、玄奘寺和慈恩塔正好於同一中軸上。
- 中國寶塔式建築，共分九層。塔頂兩層為王太夫人靈堂，環境清幽，並設有石桌、石椅可供人休憩。慈恩塔對面有一座兩層樓的王太夫人紀念堂，一樓是蔣公休息室，裡面擺設王太夫人遺像及簡單家具，地下一樓為工程照片、設計原稿及蔣公修改手諭。[2]

- 慈恩塔步道 :為台21甲縣道通往慈恩塔的森林小徑，步道由停車場沿石階漫步而上，長約570公尺，初夏之夜晚，為觀星賞螢火蟲的好地方。[3]

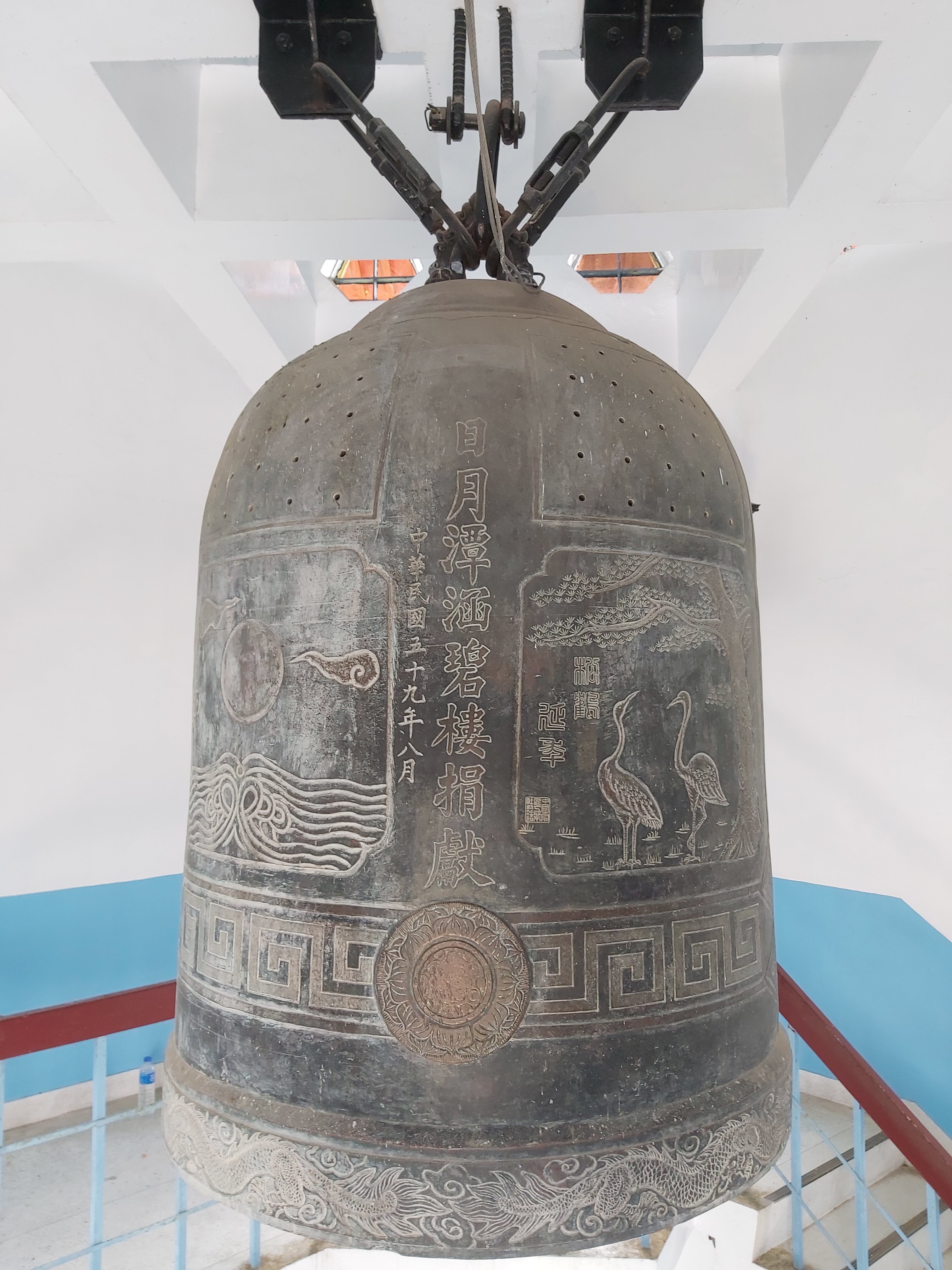
涵碧樓捐獻的銅鐘
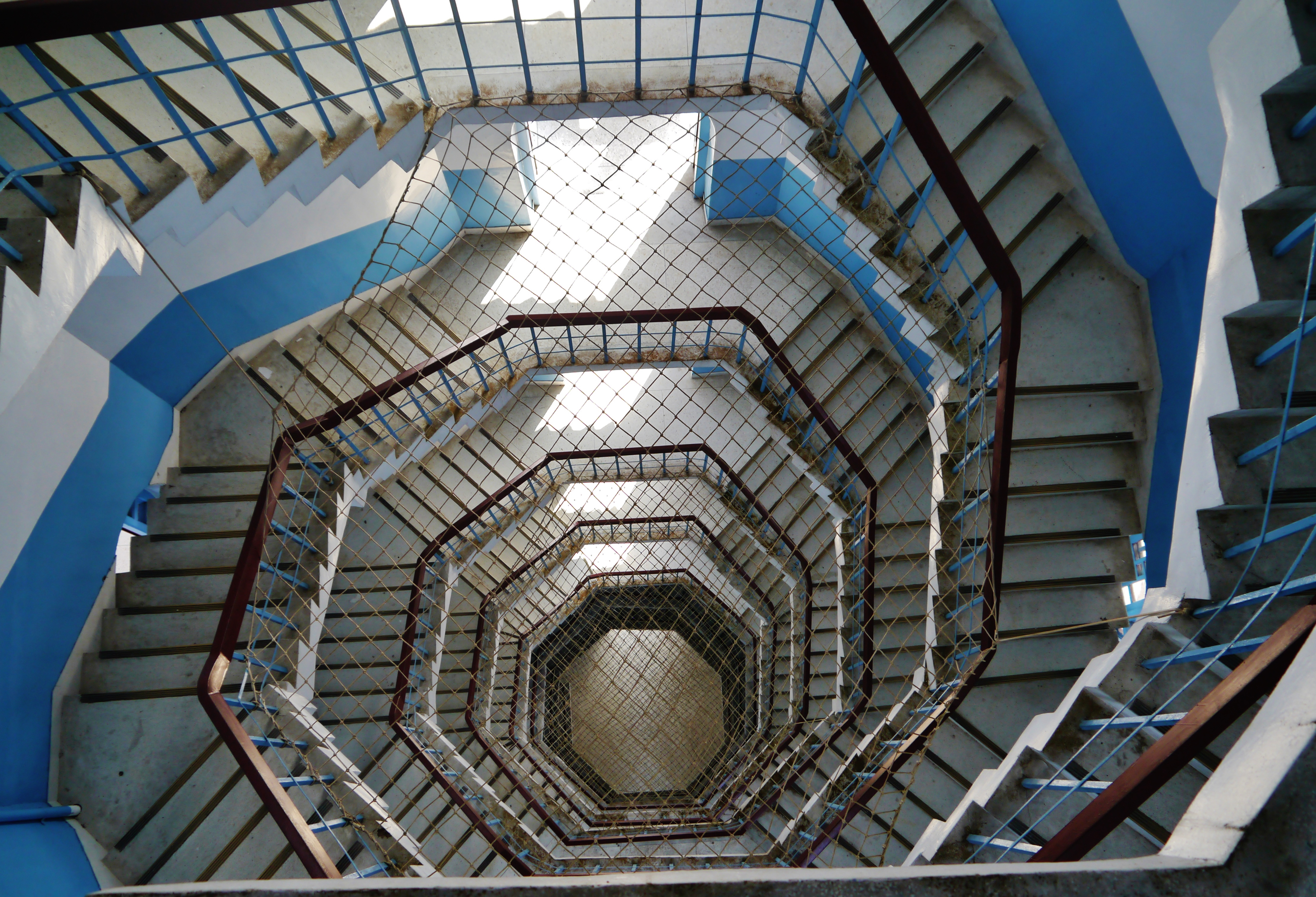
登塔階梯
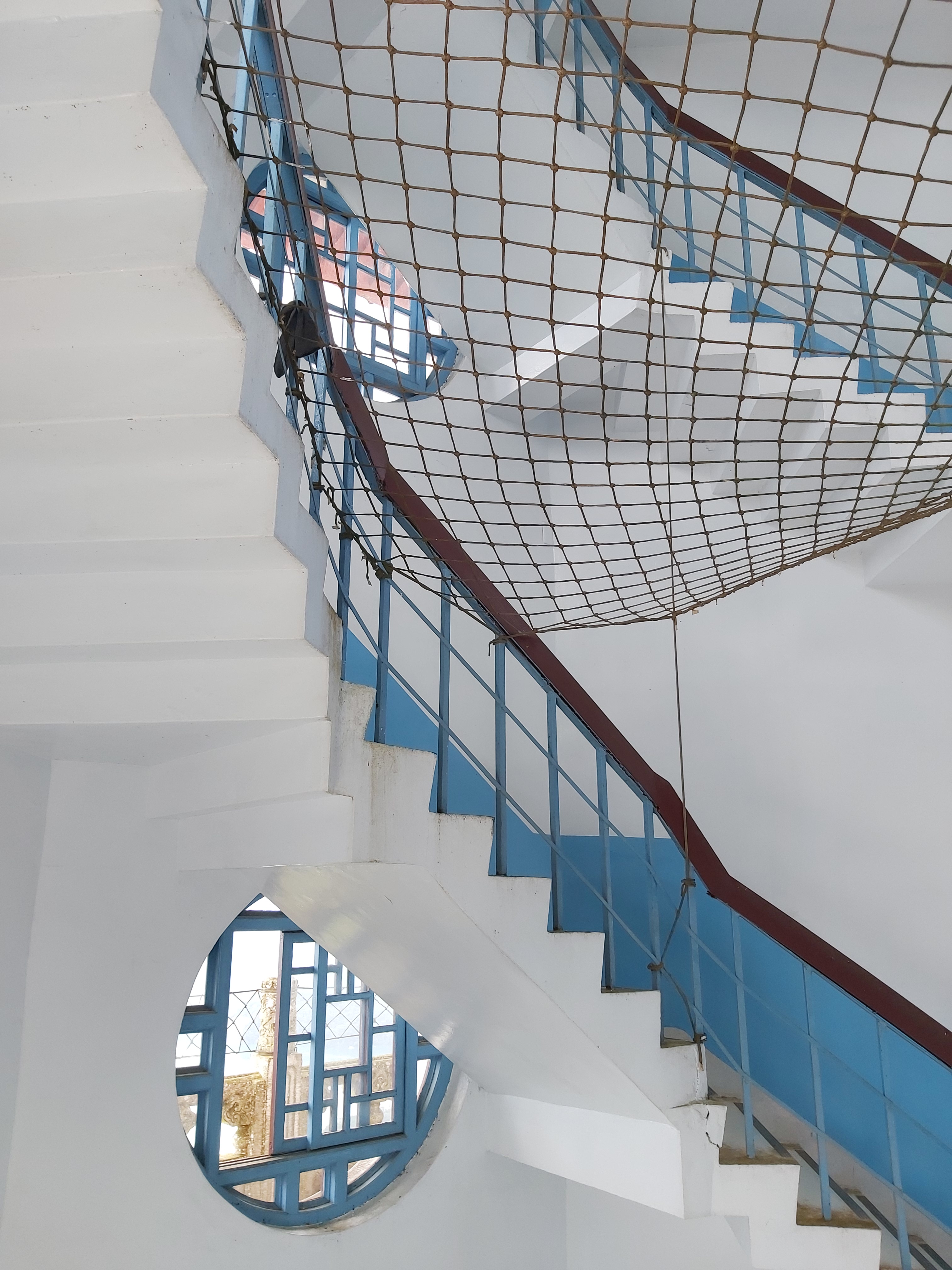
登塔階梯
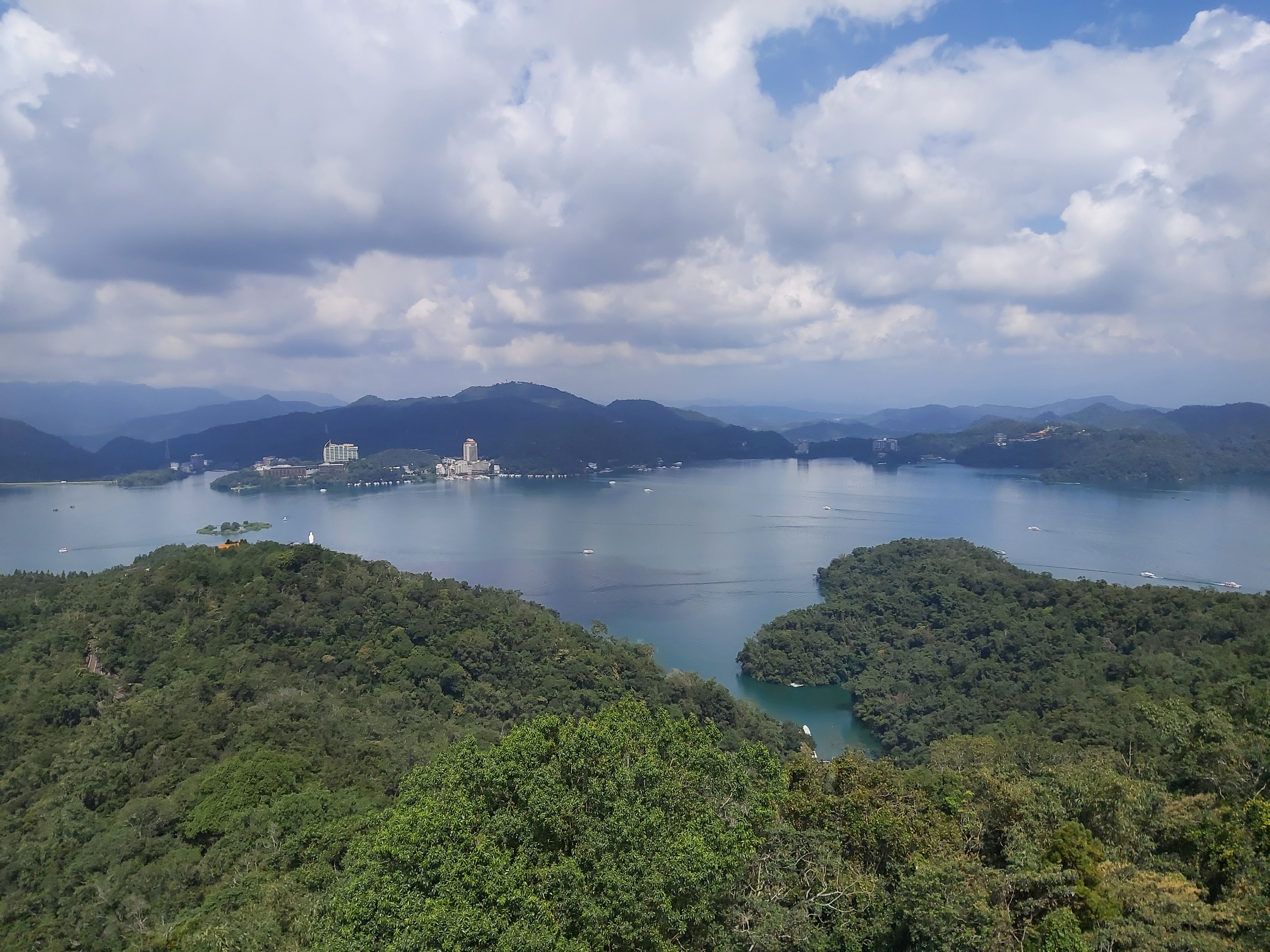
慈恩塔日月潭景
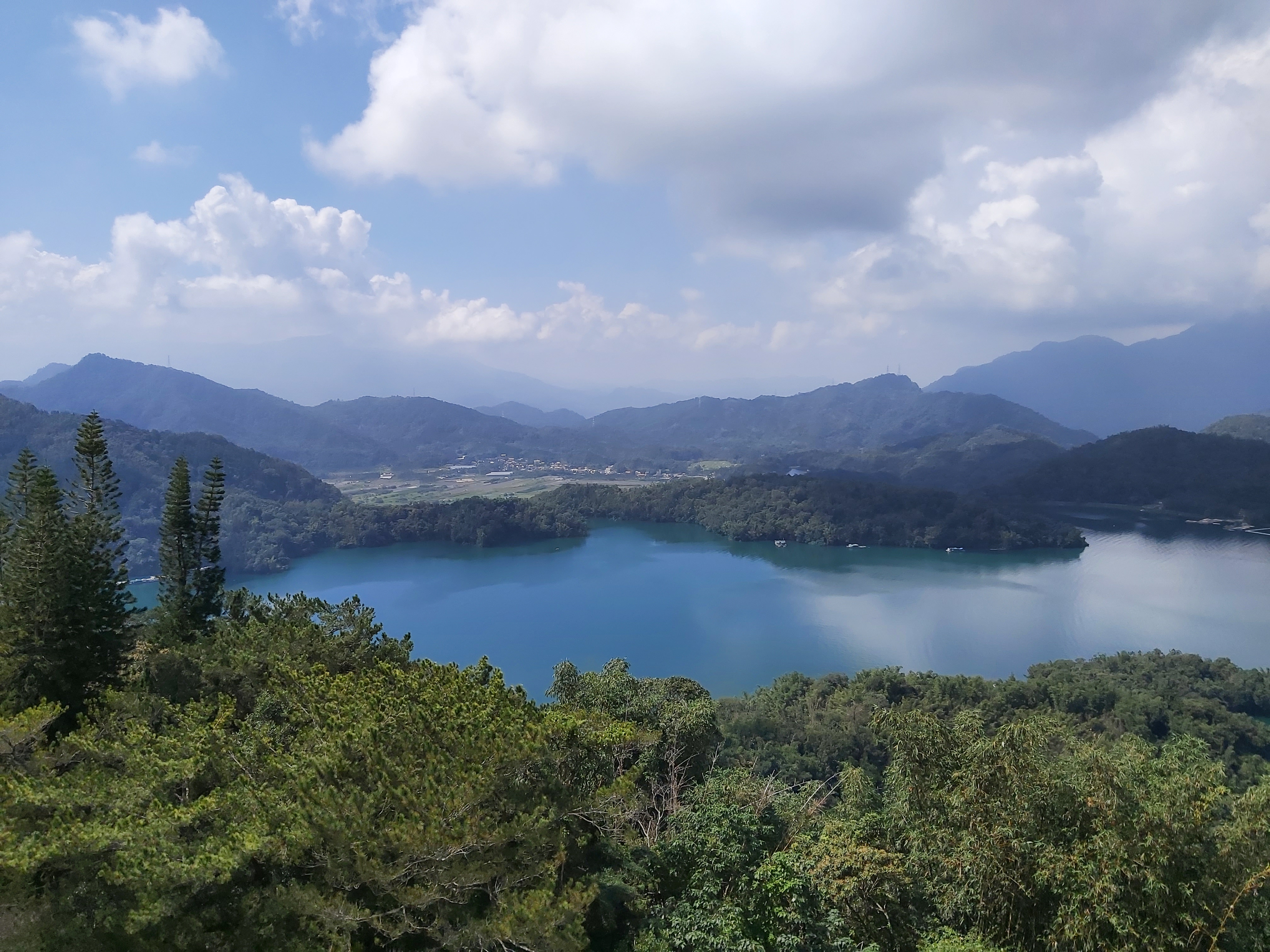
慈恩塔塔頂景觀
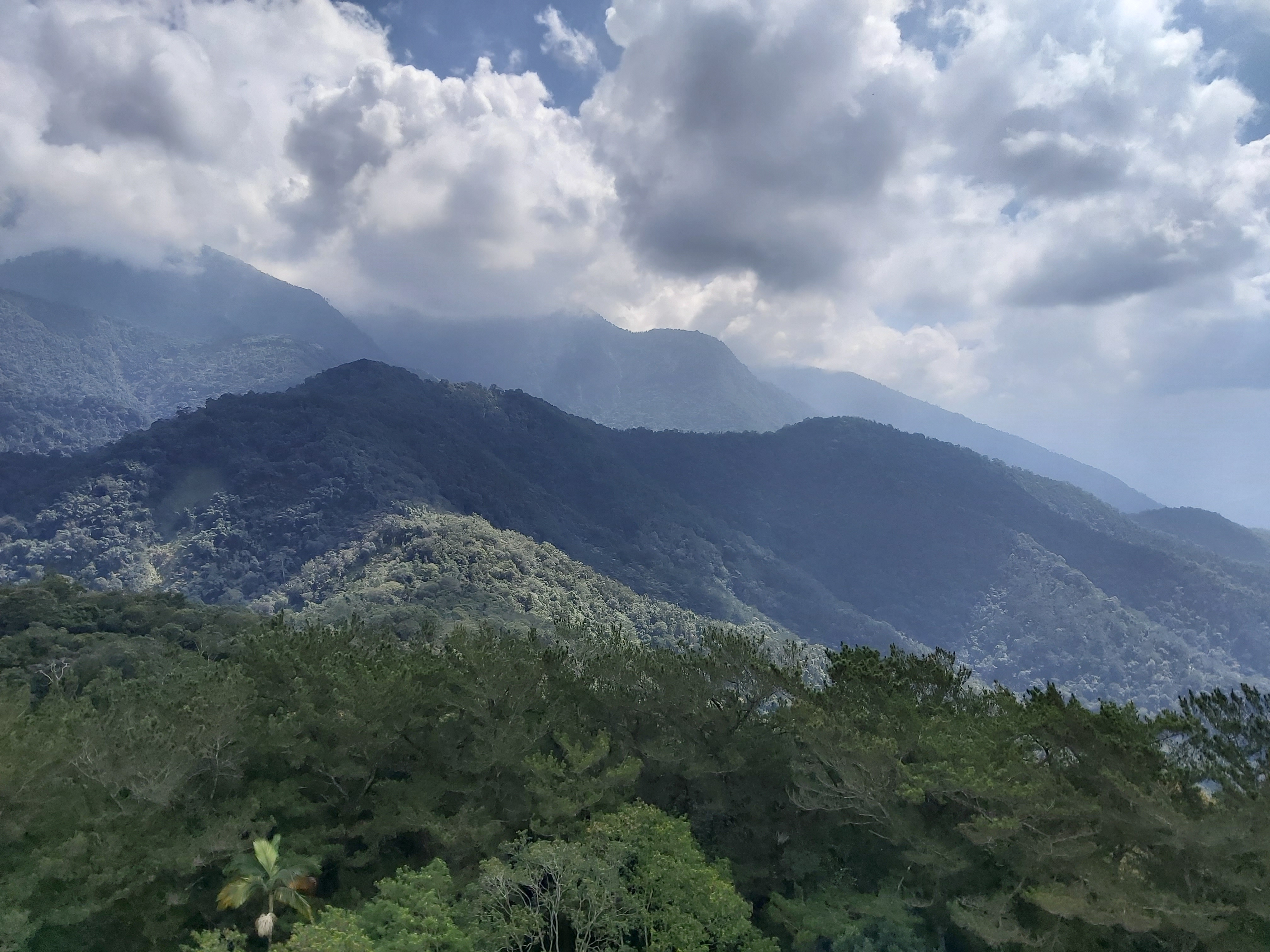
慈恩塔山景
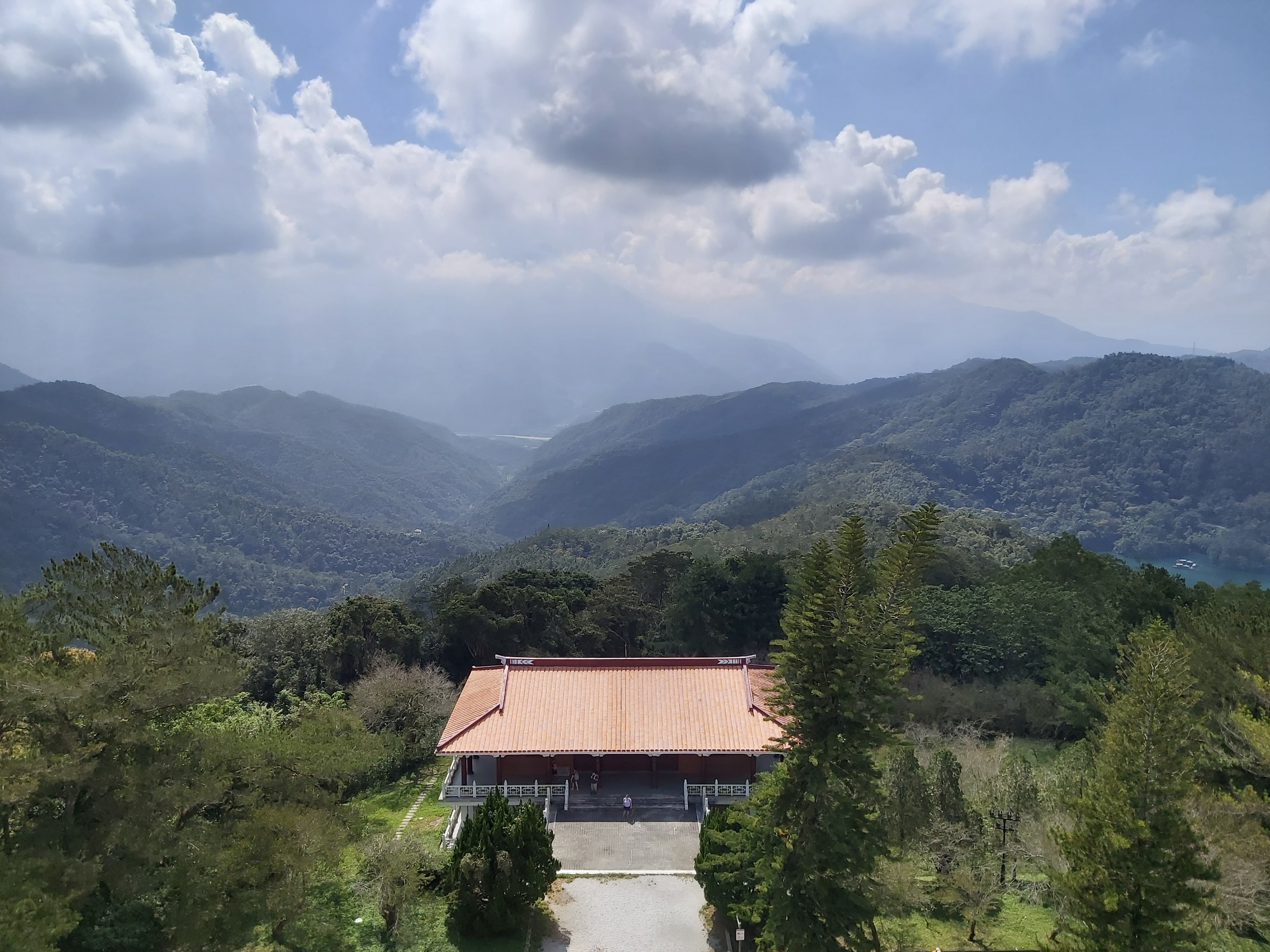
王太夫人紀念堂
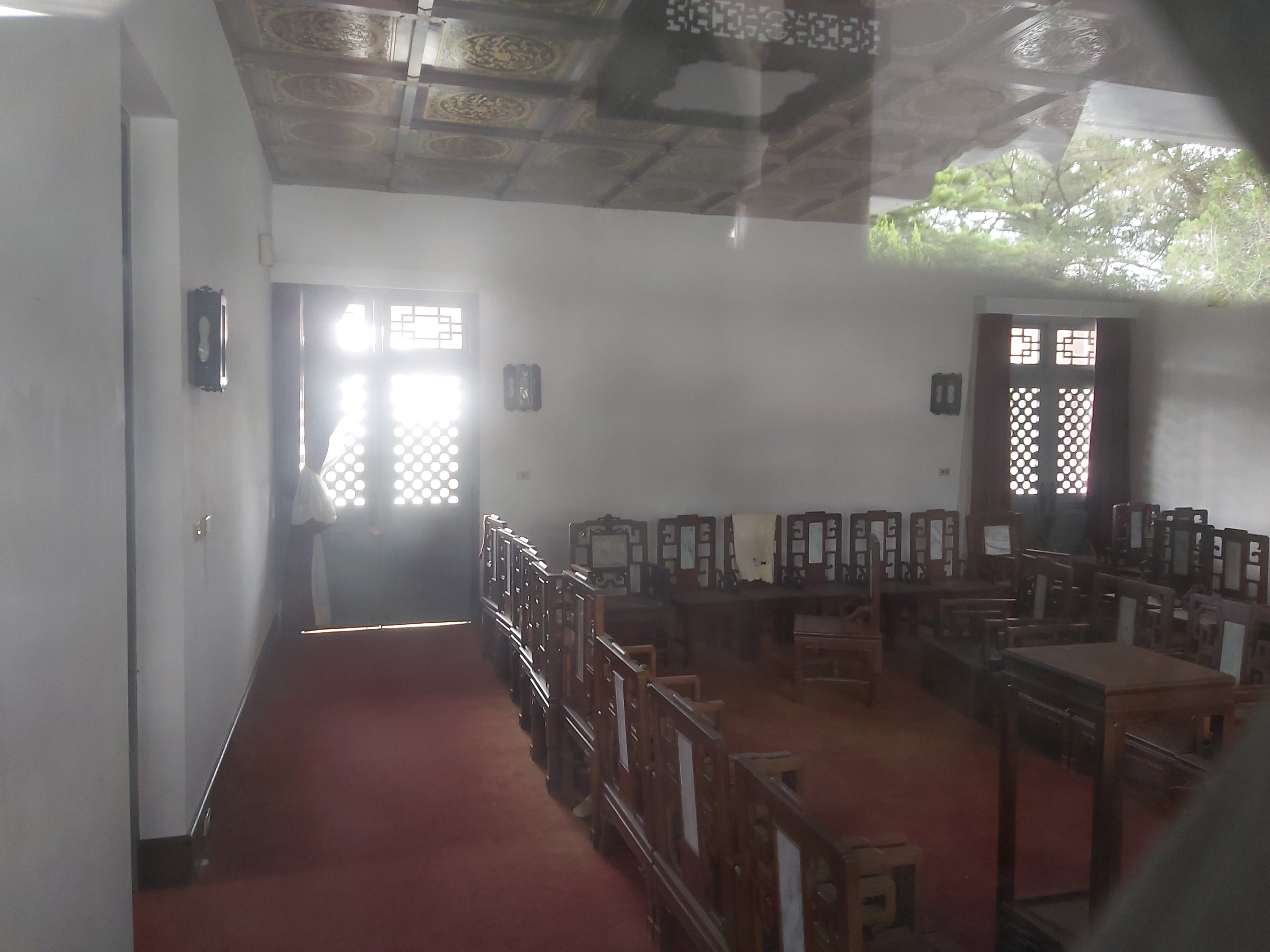
蔣中正休息室

## 交通資訊
- 南下路線：中山高→中清交流道→中彰快速道路→台14→台21→魚池→慈恩塔
- 北上路線：中二高→名間交流道→台16→水里→台21→魚池→慈恩塔[4]

## 外部連結
23°50′31.1″N 120°55′14.9″E / 23.841972°N 120.920806°E
- 南投「日月潭」5處一日遊必訪景點！ （页面存档备份，存于）
- 慈恩塔、蔣公行館 日月潭祕境 （页面存档备份，存于）
- 慈恩塔重新開放 登塔頂賞360度零死角日月潭湖光山色 （页面存档备份，存于）
- 南投新聞-日月潭慈恩塔有多高